# Эпидавр
Эпида́вр или Эпи́даврос (др.-греч. Ἐπίδαυρος, греч. Επίδαυρος) — древний город в Греции, расположенный на северо-востоке Пелопоннеса, на восточном побережье Арголидского полуострова. В античный период был центром небольшой области Эпидаврии (Ἐπιδαυρία). Известен развалинами древнего театра и храмом Асклепия. В настоящее время рядом с древними руинами расположено небольшое рыбацкое поселение.

## История
Город существовал с микенской эпохи (в ходе раскопок были обнаружены остатки крепостных стен и захоронения, относящиеся к этой эпохе). На протяжении VIII и VII веков до н. э. Эпидавр был весьма активен и пользовался значительным влиянием: были основаны колонии на островах Эгина, Кос, Нисирос и Тенедос (Бозджаада). Известен тиран Прокл, правивший в VII веке до н. э., который был женат на Эрисфении — дочери аркадского царя Аристократа II. Он выдал дочь Мелиссу за тирана Периандра Коринфского, но затем был свергнут зятем. В VI веке до н. э. в торговле, которую вел Эпидавр, наметился упадок. К власти здесь пришла олигархия, выступавшая в Пелопоннесских войнах V века до н. э. в союзе со Спартой, вследствие чего Эпидаврия многократно подвергалась набегам афинян и их союзников. Впоследствии город впал в безвестность, сохранив значение лишь в качестве порта при великом святилище Асклепия (Эскулапа).

## Достопримечательности
Сейчас на месте раскопок можно увидеть руины храмов, посвященных Асклепию, бассейны с термальными водами, помещения, в которых жрецы принимали пациентов, а также здания для атлетических состязаний (стадион, гимнасий, комнаты для гостей), которые здесь регулярно устраивались в честь бога-врачевателя. Сохранились также развалины фимелы (толоса) — круглого в плане сооружения, предназначавшегося для исполнения культовой музыки. Целла сооружения была окружена дорическими колоннами, внутри было также кольцо коринфских колонн.

### Асклепион
Культ Асклепия впервые сложился здесь в VI веке до н. э. и около V века до н. э.; в Эпидавр хлынули толпы паломников, молящих об исцелении. Уже в IV веке до н. э. святилище стало одним из крупнейших и почитаемых во всей Греции и продолжало процветать при римлянах, но в IV веке храм был закрыт как языческий — в то время правил Феодосий I Великий, широко распространявший христианство.
|  |  |

### Театр
Главная достопримечательность Эпидавра — театр на примерно 14 тысяч мест, построенный в IV веке до н. э. Древние греки считали, что лечить больных могут не только микстуры и порошки, но и театральные представления, которые вызывают у зрителя восторг, благоговение, страх и — в результате — катарсис. Прекрасно сохранившийся театр позволяет оценить не только изящество архитектурного решения, но и инженерный гений древних мастеров: шёпот со сцены хорошо слышен даже на самых верхних рядах.

### Археологический музей
Рядом с театром находится археологический музей с довольно интересной экспозицией. В одном из залов музея показано, как выглядит классическое толосовое захоронение. Из числа скульптурных экспонатов выделяется капитель колонны, вырезанная знаменитым скульптором Поликлетом. Также музей может похвастаться большой коллекцией хирургических инструментов, найденных в святилище Асклепия, дарственных надписей, сделанных по заказу исцелённых; кроме того, здесь выставлены каменные изображения исцёленных органов, которые древние греки после выздоровления по традиции даровали храму (вотивные предметы).

## Галерея

Театр в Эпидавре

Театр в Эпидавре

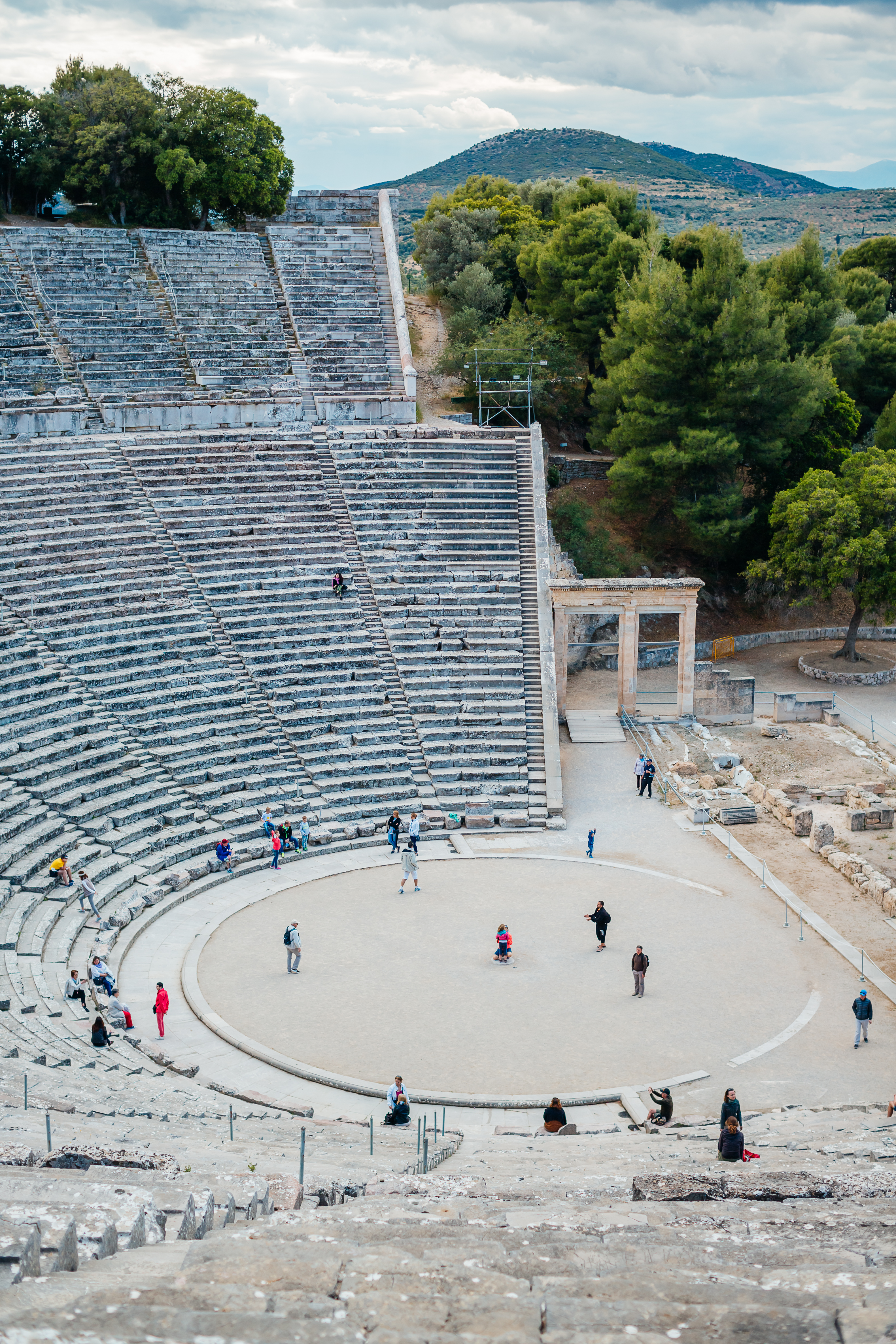
Театр в Эпидавре, май 2016
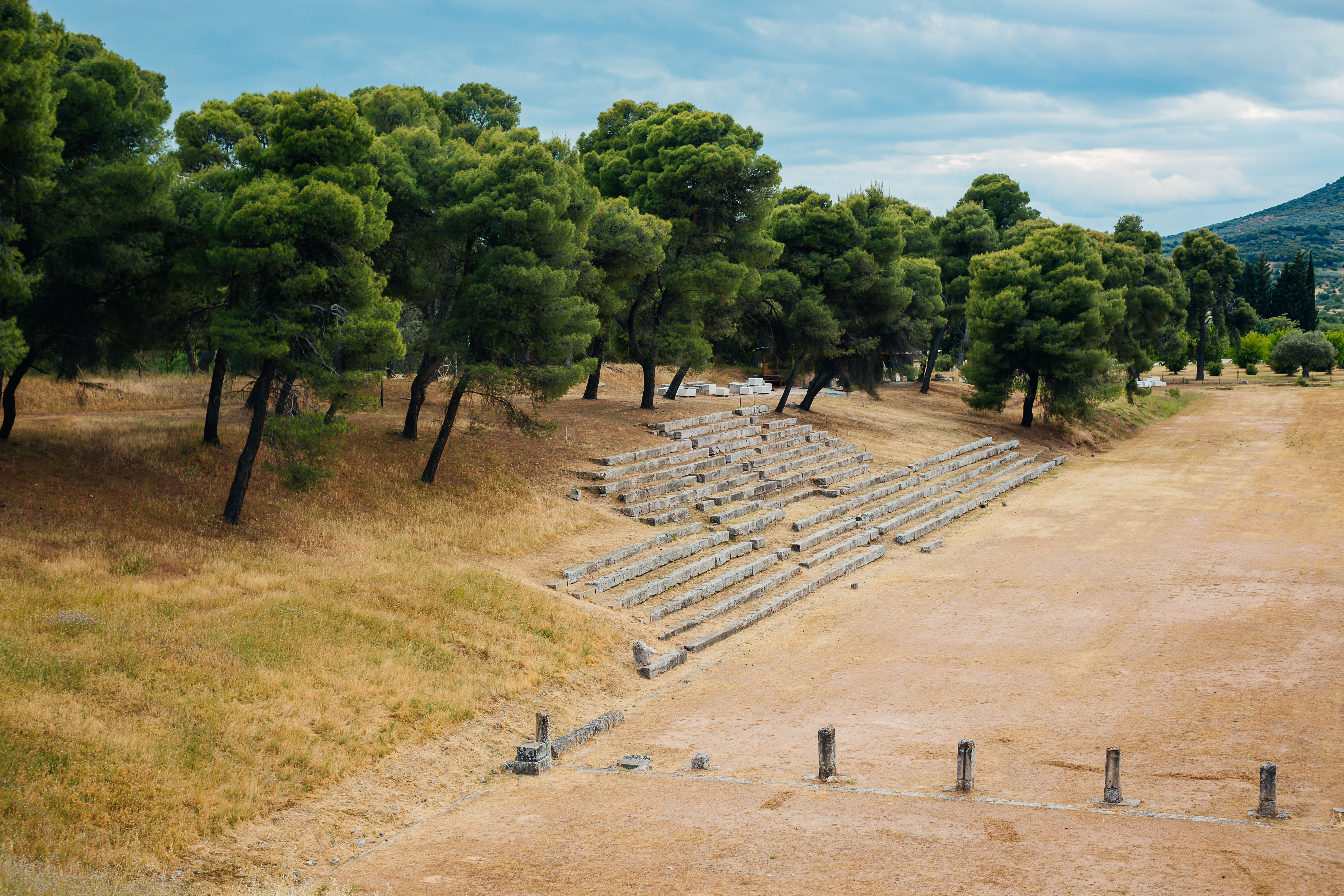
Асклепион, стадион, май 2016
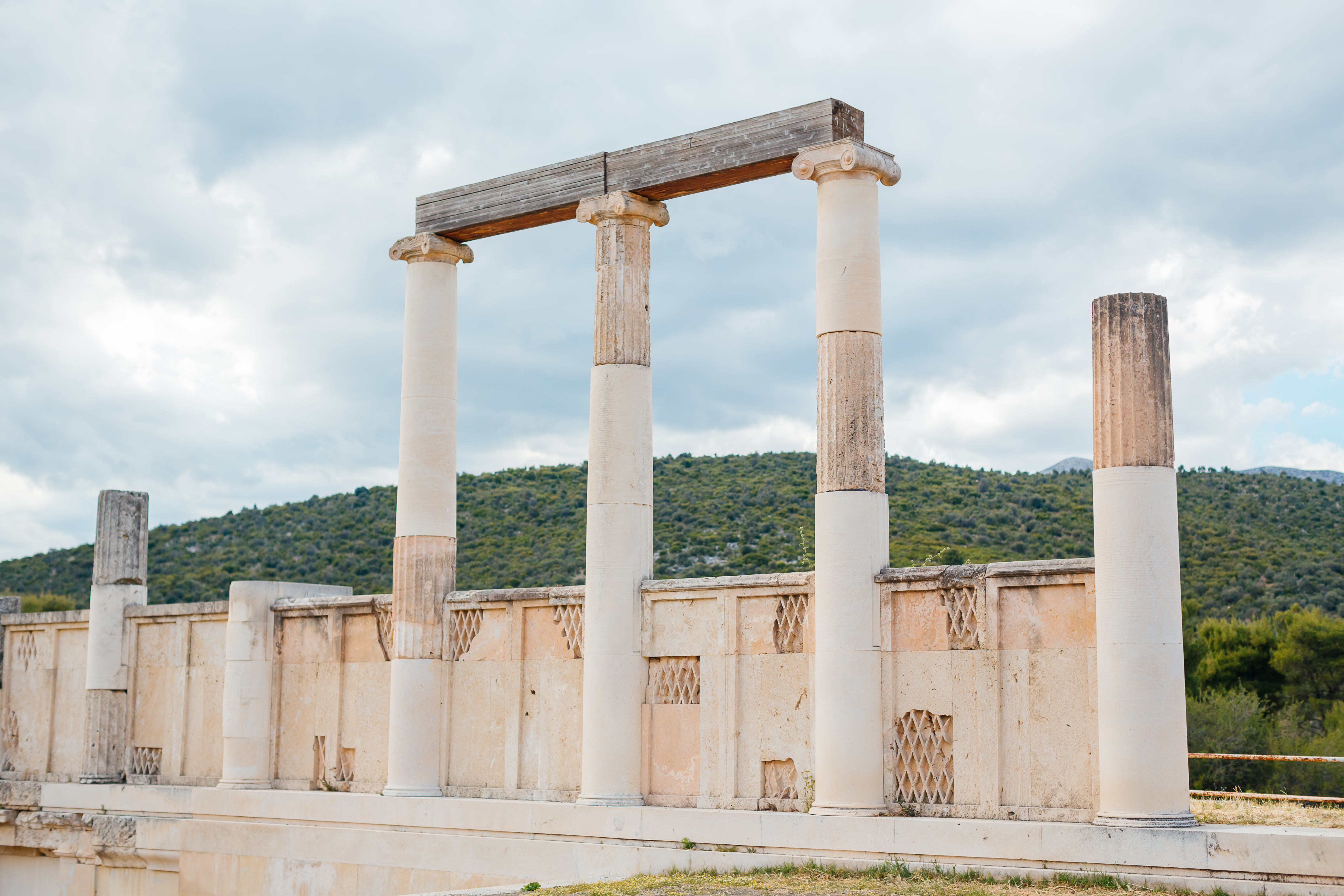
Асклепион, лечебница, май 2016
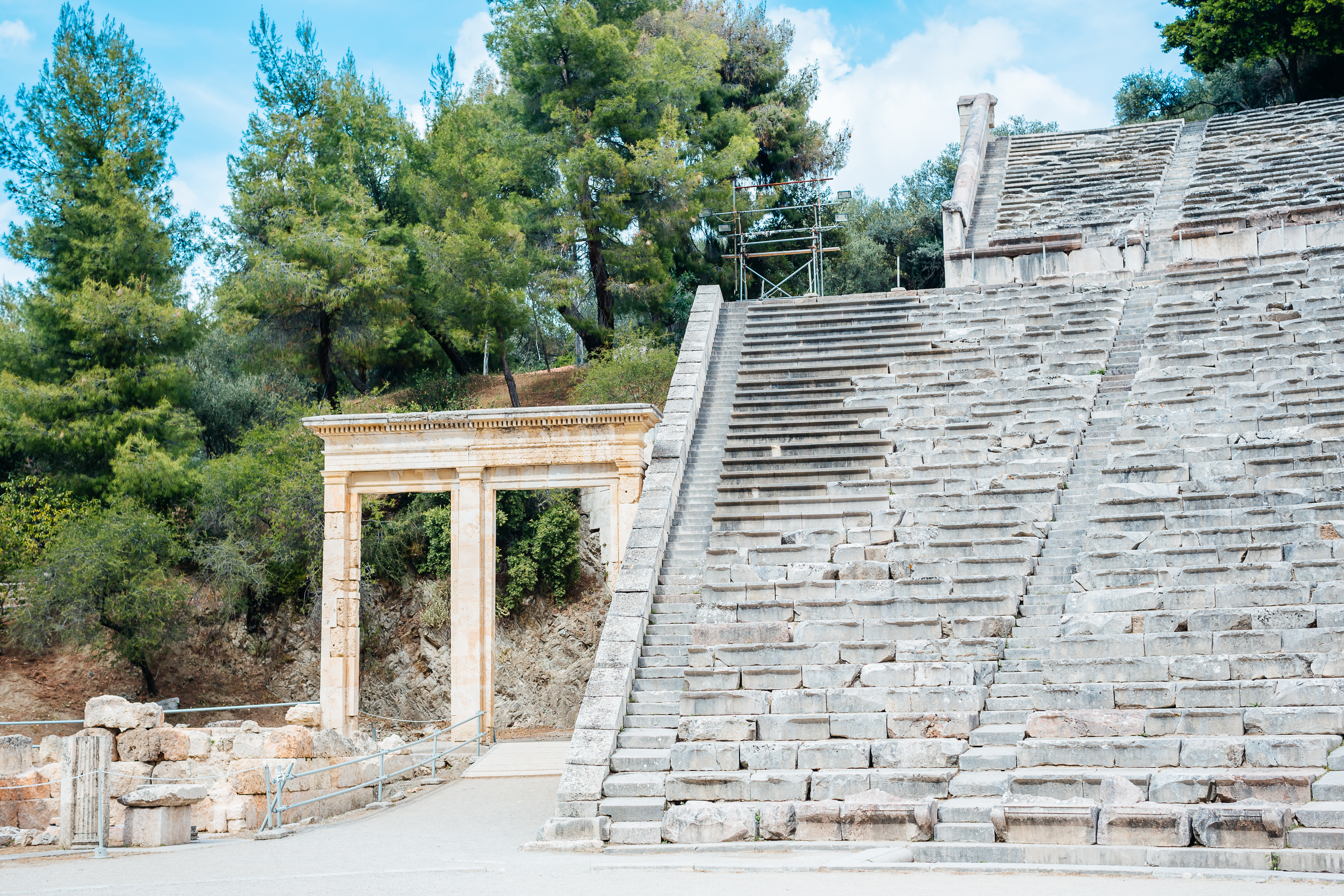
Театр в Эпидавре, май 2016
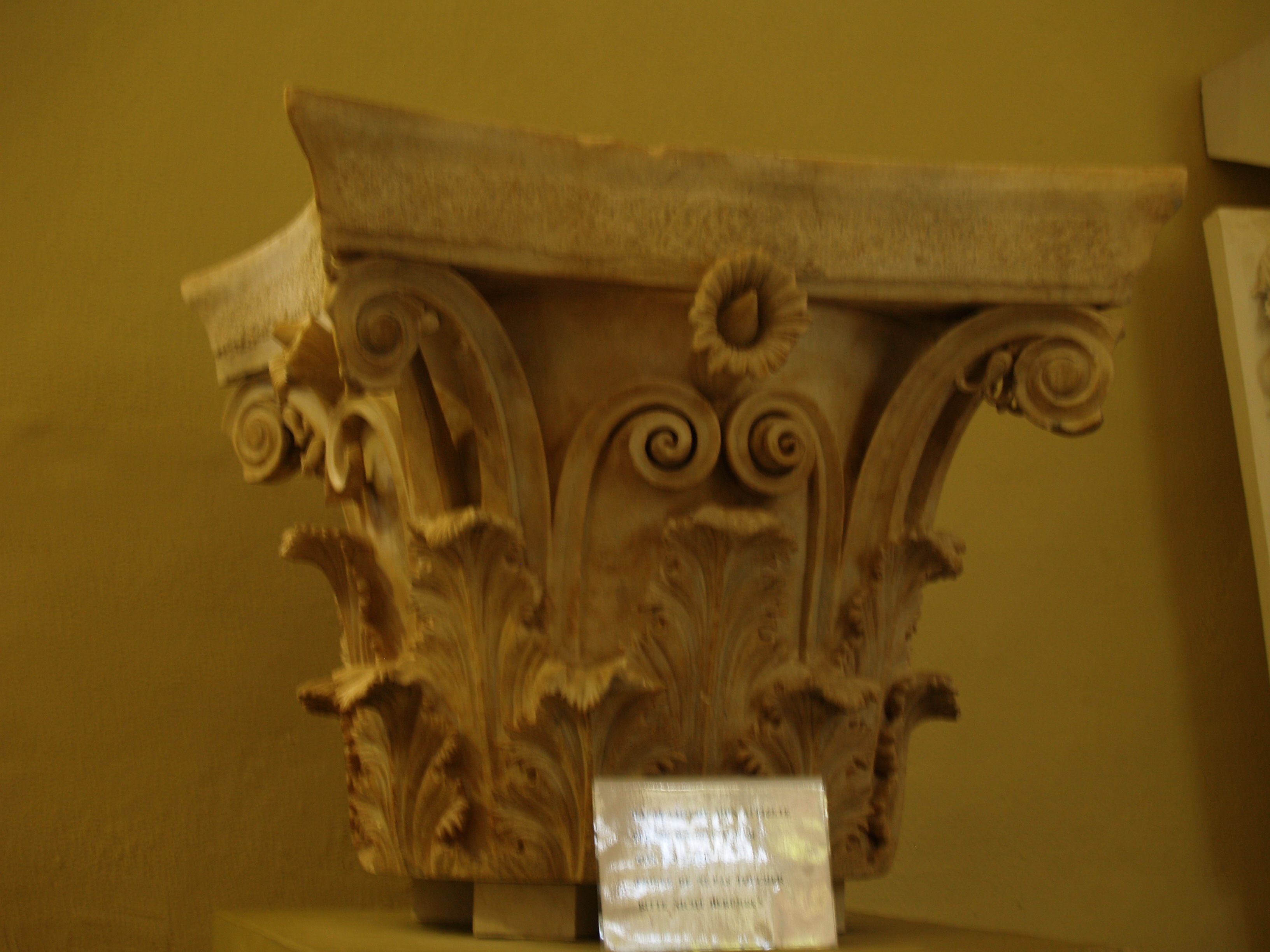
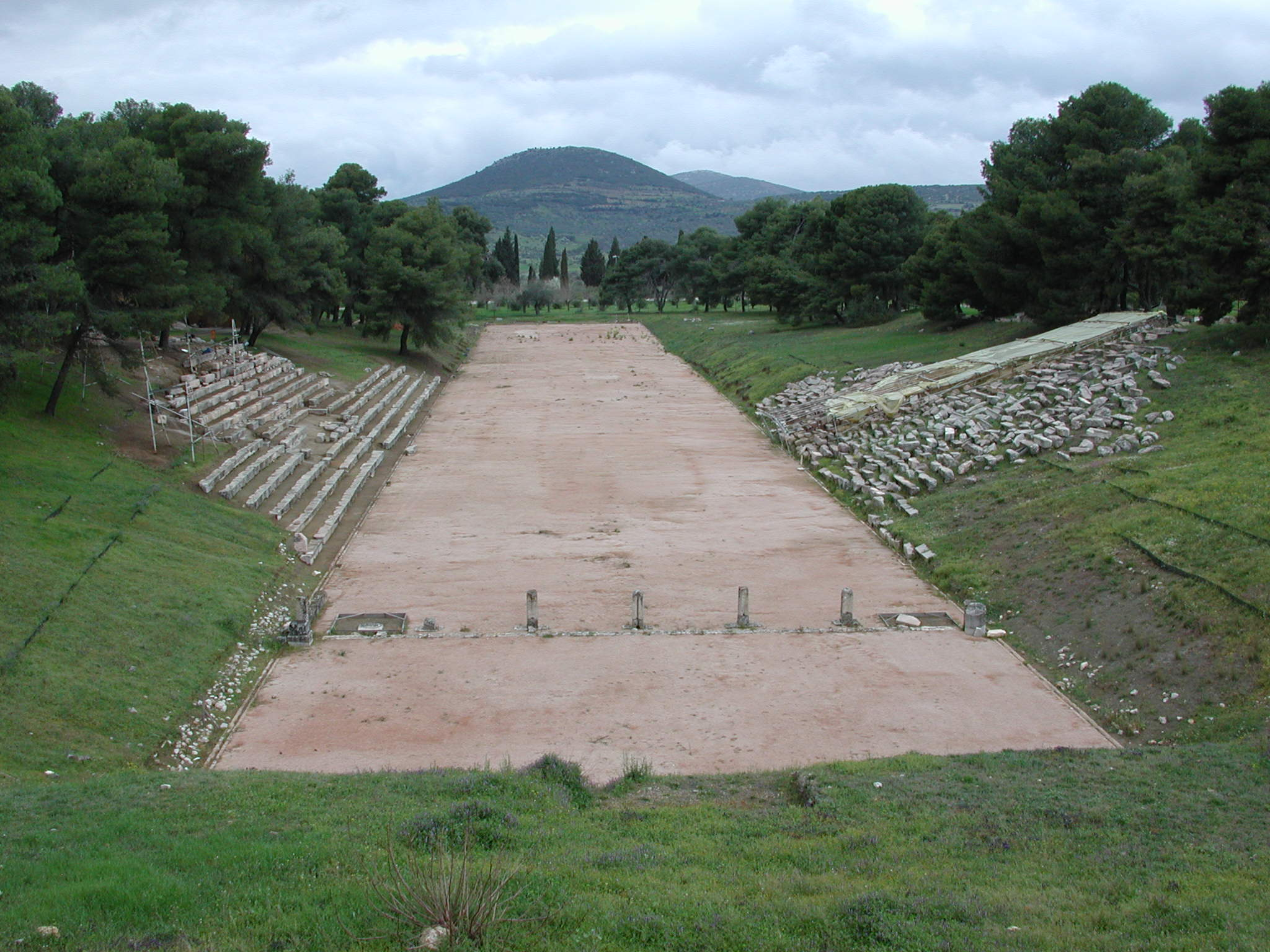
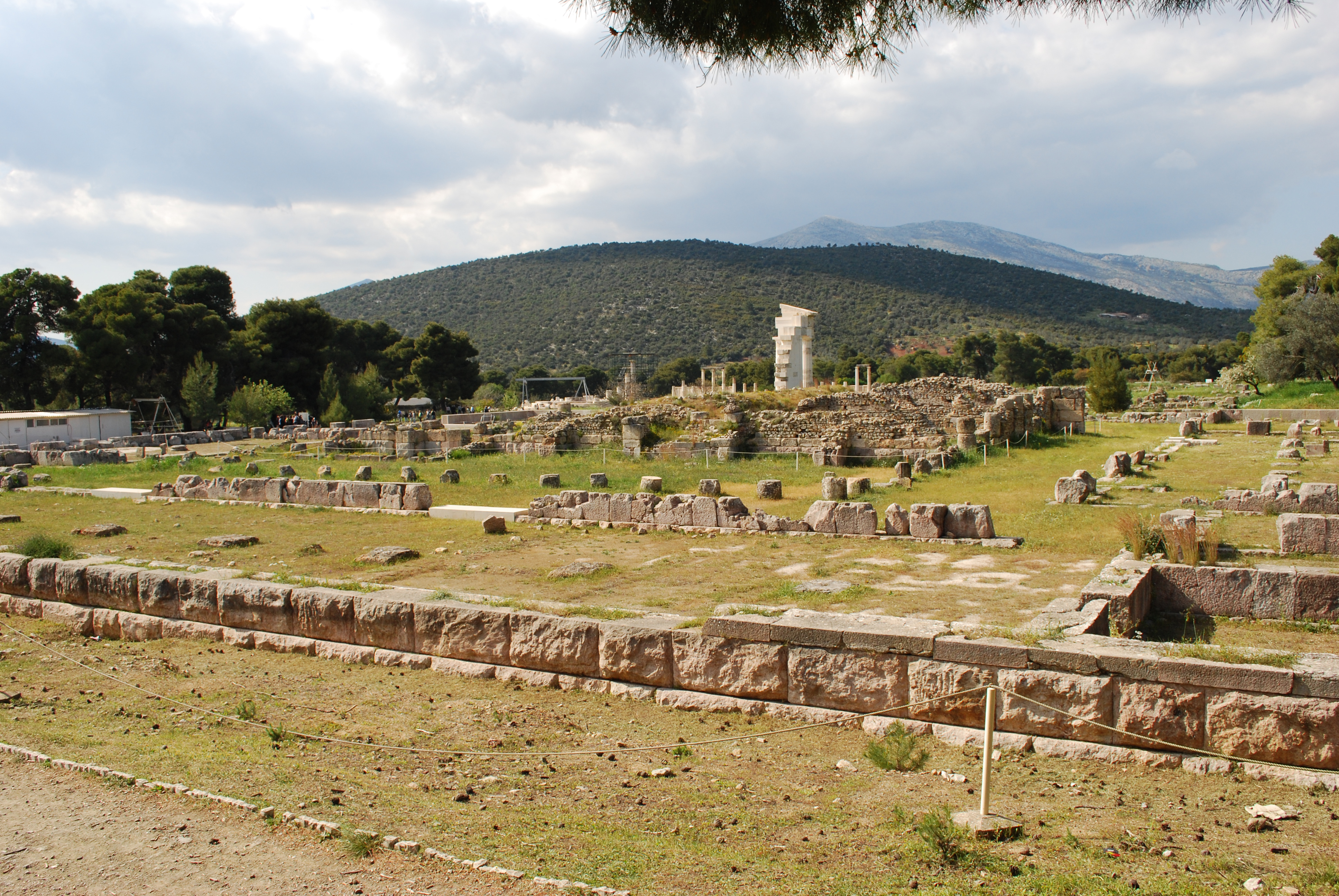
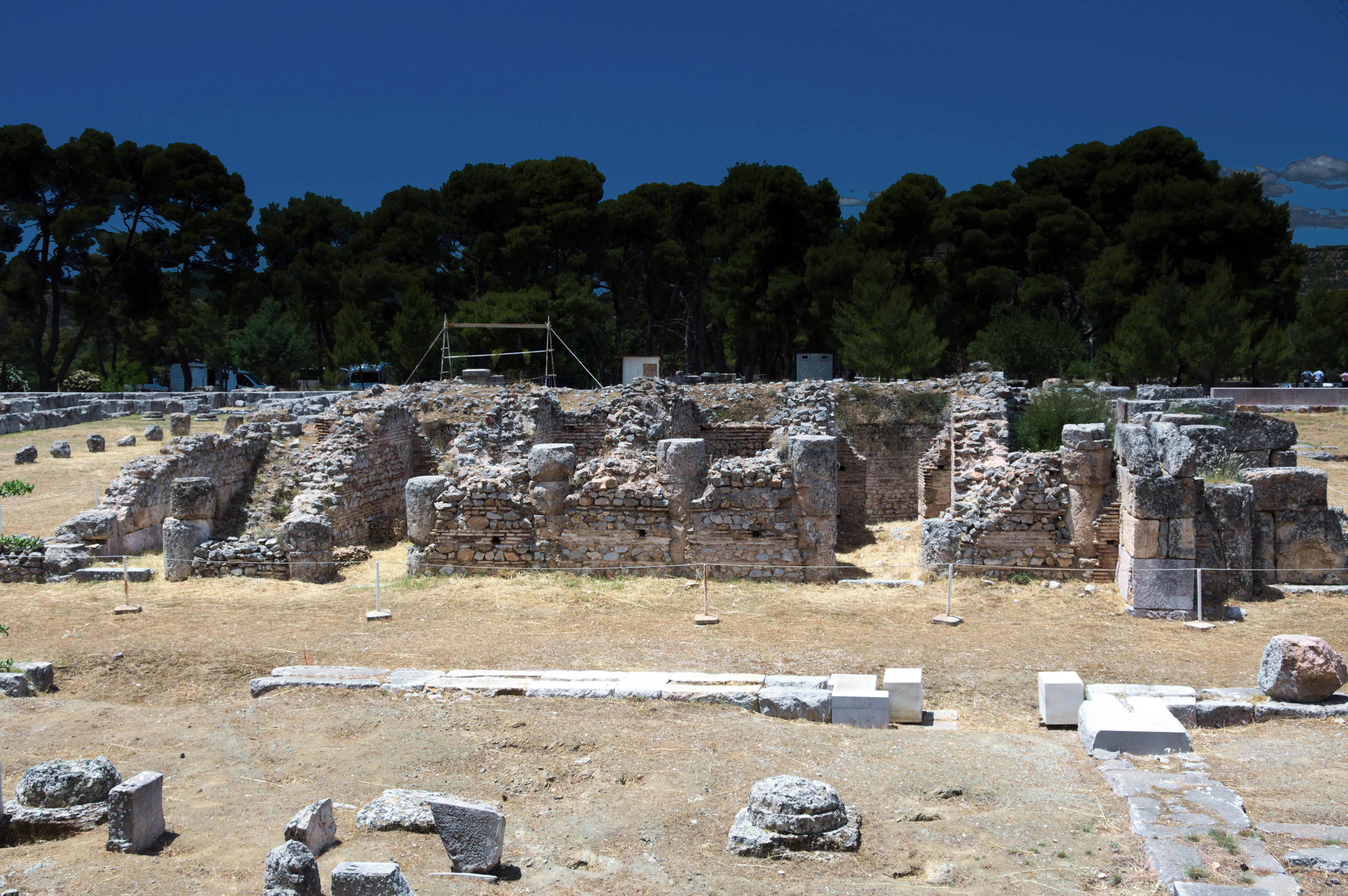
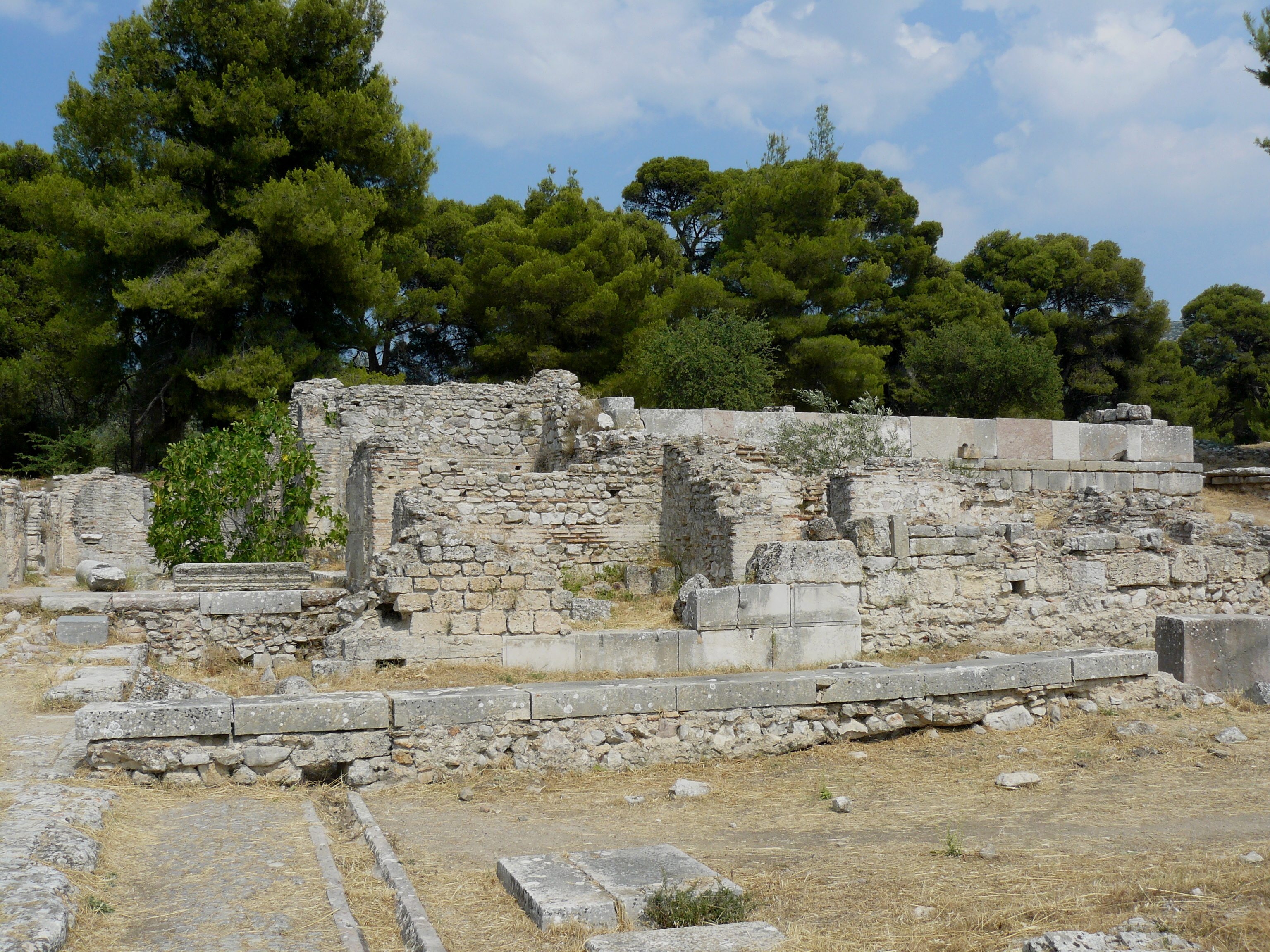
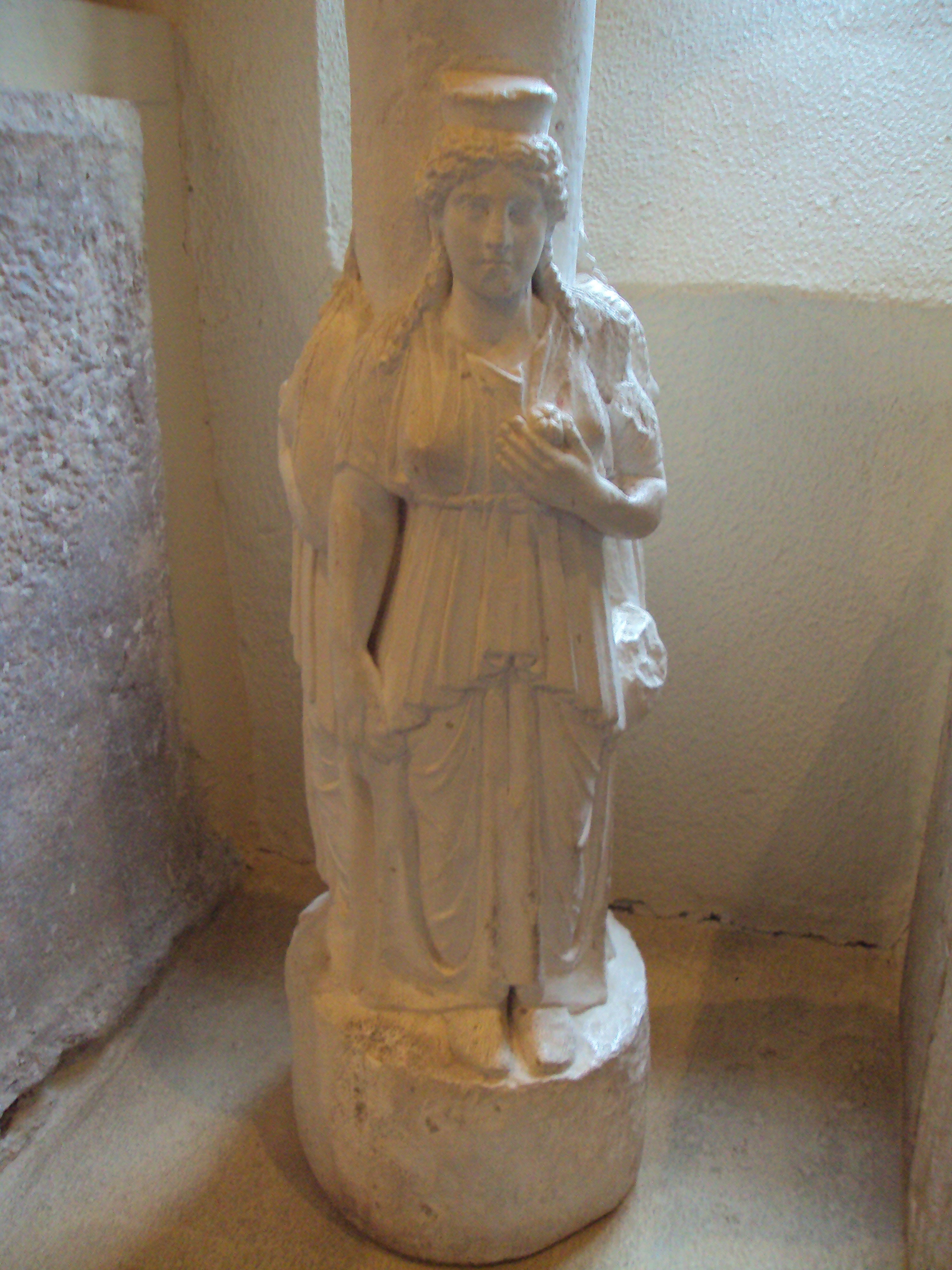
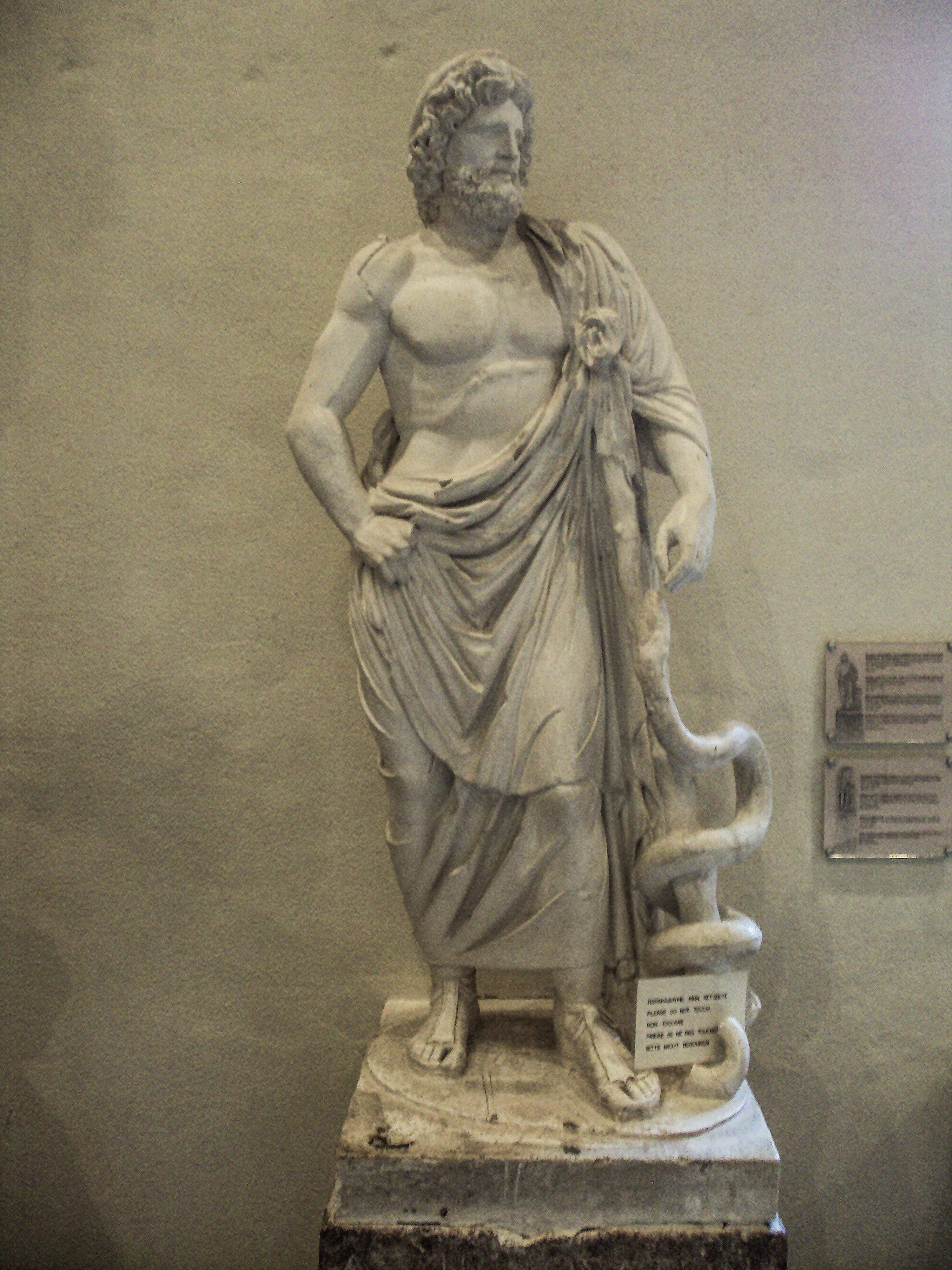
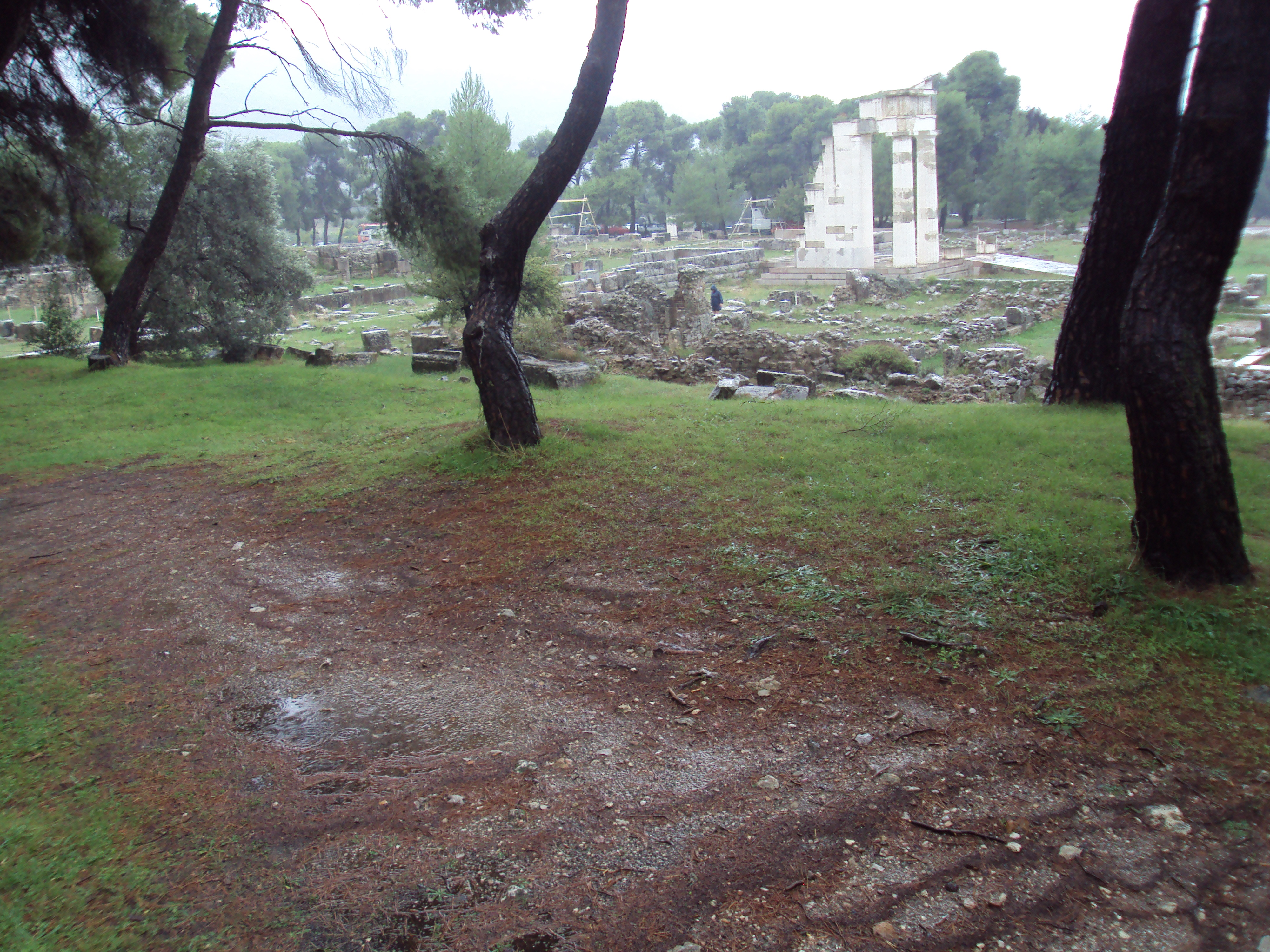